# Fritz Darges
Fritz Darges (Diesdorf, 1913. február 8. – Celle, 2009. október 25.) német katona. A második világháborúban teljesített szolgálataiért elnyerte a Vaskereszt Lovagkeresztjét. Martin Bormann tanácsadója volt, de később Adolf Hitler is számíthatott tanácsaira. AZ NSDAP tagja is volt.